# 大崎啓吾
大崎 啓吾（おおさき けいご、1973年5月1日 - ）は、鹿児島県霧島市出身の空手家。
1999年1月には、「心道會」（心道流戦術）を鹿児島県霧島市国分城山に旗揚げした。

## 来歴
1979年、全日本空手道連盟・鹿児島県連会長である青木寿男へ師事し、糸東流空手道を学んだ。の1994年にシステマ創設者・ミハイル・リャブコの弟子となる。
1995年にラスベガスアルティメット・オープントーナメントに参戦し、決勝戦ではマイク・ロイドマンを破り、王者となった。
1999年1月8日、実弟である大崎貴之、大崎真也と共に「心道會」を創設した。
2002年、スマックガールに協力。2004年に静岡市で行われた”WORLD REMIX 2004”ではメインスポンサーをつとめた。
2006年、インドネシア共和国首都ジャカルタに初の海外支部を設立し、同年にはタイ王国首都バンコクにも支部の設立を果たす。
2013年4月現在、サンフランシスコ、ニューヨーク、ロスアンジェルス、ロンドン、パリ、シンガポール、ジャカルタ、バンコク、オークランド、クライストチャーチで海外支部を、国内は1都2府18県で支部を展開している。

## 戦績

### アルティメット
| 勝敗 | 対戦相手           | 試合結果                  | 大会名                                         | 開催年月日 |
| ○    | マイク・ロイドマン | 1R 2:41 TKO（タオル投入） | ラスベガスアルティメット・オープントーナメント | 1995年8月  |

出典：月刊空手道1995年10月号

## エピソード
- 少年時代は学業成績が特別優秀で、「神童」と呼ばれていた。
- 出場する大会を総なめしていた事から「空手の申し子」と異名を取った。
- 20代はストリートファイトに明け暮れ、「歌舞伎町の帝王」とも呼ばれた。
- 俳優の小沢仁志とも深い親交があり、合作で「名もなき英雄」という携帯ゲームを制作した。
- 有吉弘行の元相方、森脇和成（元猿岩石）に出資し、ホストクラブ・BBをオープンさせる。
- 格闘技のほか、実業家としても活躍しており、2009年に香港証券取引所のメインボードに上場した。会社名はJADEX BROTHERS INTERNATIONAL LTD。
- サーモスタットの発明者である、日本のフィクサー大久保隆の会長室長になったこともあった。
- 趣味は自動車。愛車はブガテッィ・ヴェイロン・スーパースポーツ、アストンマーティン・ONE-77、マイバッハ・ランドレー。
- ミュージシャンとしても活躍中で、K FIVE FACTORYのボーカル、ギタリストとして活動している。K FIVE FACTORY(2020.4),SICK!!(2020.11),melted…(2021.4)のアルバム3枚が発売されている。